# Cor Kee
Cor Kee (* 24. November 1900 in Zaandam; † 3. Januar 1997 ebenda) war ein niederländischer Organist und Komponist.

## Leben
Cor Kee war ein Schüler von Jan Zwart, mit Ausnahme der Zeit zwischen 1917 und 1918, in der er einen Kurs am Amsterdamer Konservatorium besuchte. In dieser Periode war Jean-Baptiste de Pauw sein Orgellehrer.
Lange Zeit war Cor Kee Fachlehrer für Orgel am Utrechts Conservatorium und Dozent für Improvisation an der internationalen Sommerakademie in Haarlem. Außerdem trat er regelmäßig als Gastdozent bei verschiedenen ausländischen Kursen auf. 
Das Niveau seiner Improvisationsschüler war hervorragend; einige von ihnen gewannen die ersten Preise beim Internationaal Orgelimprovisatieconcours in Haarlem und dem Nationaal Orgelimprovisatieconcours in Bolsward.
Von 1922 bis 1924 war Kee Organist der Singelkerk in Amsterdam. Danach arbeitete er in der Ronde Lutherse Kerk in Amsterdam. Er spielte dort Orgel, bis die evangelische Gemeinde im Januar 1935 die Kirche für den Gottesdienst schloss. Seit dieser Zeit spielte Cor Kee in der Oude Lutherse Kerk an der Spui, wo er 1964 sein Silberjubiläum als Organist der evangelischen Gemeinde feierte. 
Bekannt wurde Kee als Komponist durch seine drei Sammlungen „Psalmen voor Orgel“, „Reeksveranderingen in vier secties“ und „Phases for Organ“. 1975 kam die Komposition „Amsterdam, 700 jaar lusthof“ zustande, welche in der Handschrift des Komponisten veröffentlicht wurde.
Cor Kee war der Vater des Organisten Piet Kee.